# ماركو بايكسينهو
ماركو بايكسينهو (11 يوليو 1989 في البرتغال - ) هو لاعب كرة قدم برتغالي في مركز الدفاع. لعب مع مافرا ونادي باسوش دي فيريرا وA.D. Carregado ‏.

## وصلات خارجية
- ماركو بايكسينهو على موقع قاعدة بيانات كرة القدم.إي يو (الإنجليزية)
- ماركو بايكسينهو على موقع Soccerway.com (الإنجليزية)